# Đorđe Božović
Đorđe "Giška" Božović, srbsky: Ђорђе Гишка Божовић (16. září 1955 – 15. září 1991) byl srbský kriminálník, gangster a polovojenský důstojník během Války v Jugoslávii.

## Životopis

### Mládí
Božović se narodil jako Đorđe Mićković 16. září 1955 ve městě Peć v Jugoslávii (dnešní Kosovo). Jeho otcem byl Gavrilo Božović z klanu Kuči a matkou Milena z města Istok z Metochie. Jeho otec se aktivně angažoval v podsvětí a po vraždě německého muže se celá rodina přejmenovala na Božović po jejich dědečkovi. Poté odešel do USA. Spolu s matkou a sestrou Slavicou žil ve městě Inđija až do roku 1964. Rodina se následně přestěhovala do Bělehradu, konkrétně ve čtvrti Voždovac. Jeho příjezd do čtvrti ve věku osmi let ovlivnil celý jeho život.
Vyrůstal ve čtvrti mezi chudou pracující třídou jako byla ta jeho, často se stával terčem šikany ze strany starších dětí. Božović se bránil a nakonec si získal pouliční respekt. Stal se dlouholetým přítelem Branislava Matiće, který jej přivedl do boxerského klubu Radnički. Vzhledem k účasti v pouličních bitkách měl i problémy s policií. Ve svém sousedství dostal přezdívku Debeli (tlusťoch) kvůli své baculatosti. Jeho známější přezdívkou byl Giška, kterou si vysloužil zřejmě díky podobnosti se stejnojmenným medvědem z bělehradské Zoo.
Ve věku třinácti let nelegálně překročil hranice Jugoslávie s Itálií, jen aby se přesvědčil, jak moc je hranice hlídaná a nepřekročitelná. Po cestě nazpět se spřátelil s Borisem Petkovem, přezdívaným Bulhar (kvůli národnosti) a Ranko Rubežićem. Společně s nimi a dalšími čtyřmi muži krátce po dvacítce založili organizovanou kriminální skupinu ve Voždovaci, ze které se stal mafiánský klan.

### Kriminální kariéra
Božović byl v úzkém kontaktu se srbskou mafií. Byl blízkým přítelem Ljubomira Magaše, jehož respekt si vydobyl svým druhým překročením hranic ve věku sedmnácti let. Mimo jiné spolupracoval s černohorskou mafií, mezi kterou byl ve velmi nízkém věku považován za bosse. Božovićovy vztahy s bělehradským podsvětím byly poznamenány střídavými obdobími blízkého přátelství a krutých sporů, často se smrtelnými následky.

### Vražda státního tajemníka
Božović, stejně jako zbytek jugoslávského podsvětí, byl často zaměstnáváni službou UDBA, která likvidovala politické disidenty a nepřátele státu. Božović byl jedním z nejlepších agentů, které služba měla díky jeho kontaktům a znalostí cizích jazyků. Často byl označován jako super mozek během Đurekovićovy operace, nikdy však nebylo potvrzeno, že se akce účastnil. Jedním z jeho slavných činů je umístění dálkově ovládaného vybuchujícího telefonu u dveří jistého albánského emigranta ve Švýcarsku jako varovné znamení. Božović zjevně změnil názor v roce 1986, kdy byl poslán do Austrálie, aby zavraždil Momčila Đujiće, kontroverzního vojevůdce druhé světové války a vlivnou postavu mezi srbskými emigranty. Božović byl uchvácen jeho projevem v Sydney a nakonec se sám rozhodl akci ukončit a chovat se jak sám uznal za vhodné. Jugoslávská tajná služba nikdy oficiálně nepřiznala, že ho úkolovala zmíněným atentátem a později s ním přerušila veškeré kontakty. Od té chvíle byl Božović veřejným nepřítelem a přidal se k opozičním politikům.

### Návrat do Bělehradu a politika
Božović se navrátil do Bělehradu ke konci 80. let a jmenoval se vůdcem podsvětí ve Voždovaci, ve čtvrti, kde strávil dětství. Spolu s rostoucími hvězdami bělehradského podsvětí jako byli Aleksandar Knežević a Goran Marjanović, se stal legendou. Božović často vystupoval jako vyjednavač a řešil spory mezi vlastní a ostatními gangy. Na pohřbech gangsterů vedl vášnivé projevy a varoval je, že se blíží krvavá válka v Jugoslávii a že musí držet spolu. Velmi se angažoval v politice, obdivoval tehdejšího neformálního vůdce opozice Vuka Draškoviće. Božović se se svým gangem aktivně účastnil nepokojů v Bělehradě v roce 1991. Je připomínáno, že zabránil davu vstoupit do Shromáždění lidové republiky a řekl: „Nepřipustíme ztrátu jakéhokoli srbského života“. Během tohoto období se také stal osobním strážcem Draškoviće. On a Matić začali financovat Draškovićovu SPO a stali se stěžejními při upevňování jejích voličů.

### Srbský voják
Dne 4. června 1991 založil Božović srbskou polovojenskou jednotku ve spolupráci s vůdcem Srbského hnutím obnovy (SPO) Vukem Draškovićem, jeho ženou Danicou a Beli Matićem.
Stráž při organizování čelila mnoha obtížím. Státní bezpečnost mu dělala překážky od samého počátku, bránila jeho financování a tlačila na své příslušníky, aby se přidali ke konkurenčním státem ovládaným Tygrům. Tygry vedl Arkan, se kterým se Božović v polovině 80. let rozešel. Vzájemný přítel, srbská rocková hvězda Bora Čorba, v rozhovoru v roce 2013 uvedl, že se snažil tyto dva konsolidovat a tvrdil, že Arkan byl ochoten tak učinit, zatímco Božović odmítl. Důvodem bylo, že Arkan zjevně opustil Božoviće během loupeže, kterou táhli ve Švédsku, když se tam objevila policie.
Výcvikový tábor polovojenské jednotky se nacházel poblíž jezera Bor v SR Srbsko v Jugoslávii. Účastnila se střetů ve strategické oblasti Krajina v SR Chorvatsko poblíž města Gospić ovládaného Srby.
Část jednotky se účastnila také války v Bosně a Hercegovině. Božović byl prvním důstojníkem této jednotky, avšak byl zabit během akce u města Gospić. Finanční sponzor skupiny Branislav Matić byl zastřelen v srpnu roku 1991 v Bělehradě.

## Osobní život
Božović měl jednu dceru a sestru jménem Slavica.
V říjnu roku 2017 byly jeho ostatky exhumovány z centrálního hřbitova ve Voždovaci a byly znovu pohřbeny na hřbitově Martinika v Bezjovu, v opštině Podgorica v Černé Hoře.